# Jeri Ryan
Jeri Lynn Ryan (nacida Jeri Lynn Zimmerman; 22 de febrero de 1968) es una actriz estadounidense, más conocida por su papel de la liberada Borg, Siete de Nueve, en la serie Star Trek: Voyager y Star Trek: Picard por el que ganó dos Premios Saturn.
También es conocida por su papel de Veronica «Ronnie» Cooke en Boston Public (2001-04). Fue una regular en la serie de ciencia ficción Dark Skies (1997) y en la serie de drama legal Shark (2006-08). Desde 2011 hasta 2013, interpretó a la doctora Kate Murphy en la serie dramática de ABC Body of Proof.

## Primeros años
Es hija de Jeri y Sharon Zimmerman, y vivió junto a su hermano Mark en varias bases militares estadounidenses dada la actividad militar de su padre, que fue destinado sucesivamente a Kansas, Maryland, Georgia y Texas hasta radicarse a la edad de once años en Panucah, Kentucky. 
Se graduó en secundaria en 1986, en Lone Oak High School. Allí ganó en 1989 el concurso de Miss Illinois. Cursó sus estudios universitarios en Northwestern University of Chicago, donde estuvo becada y obtuvo el título de Bachiller de Artes en la especialidad de Teatro.

## Carrera de actriz

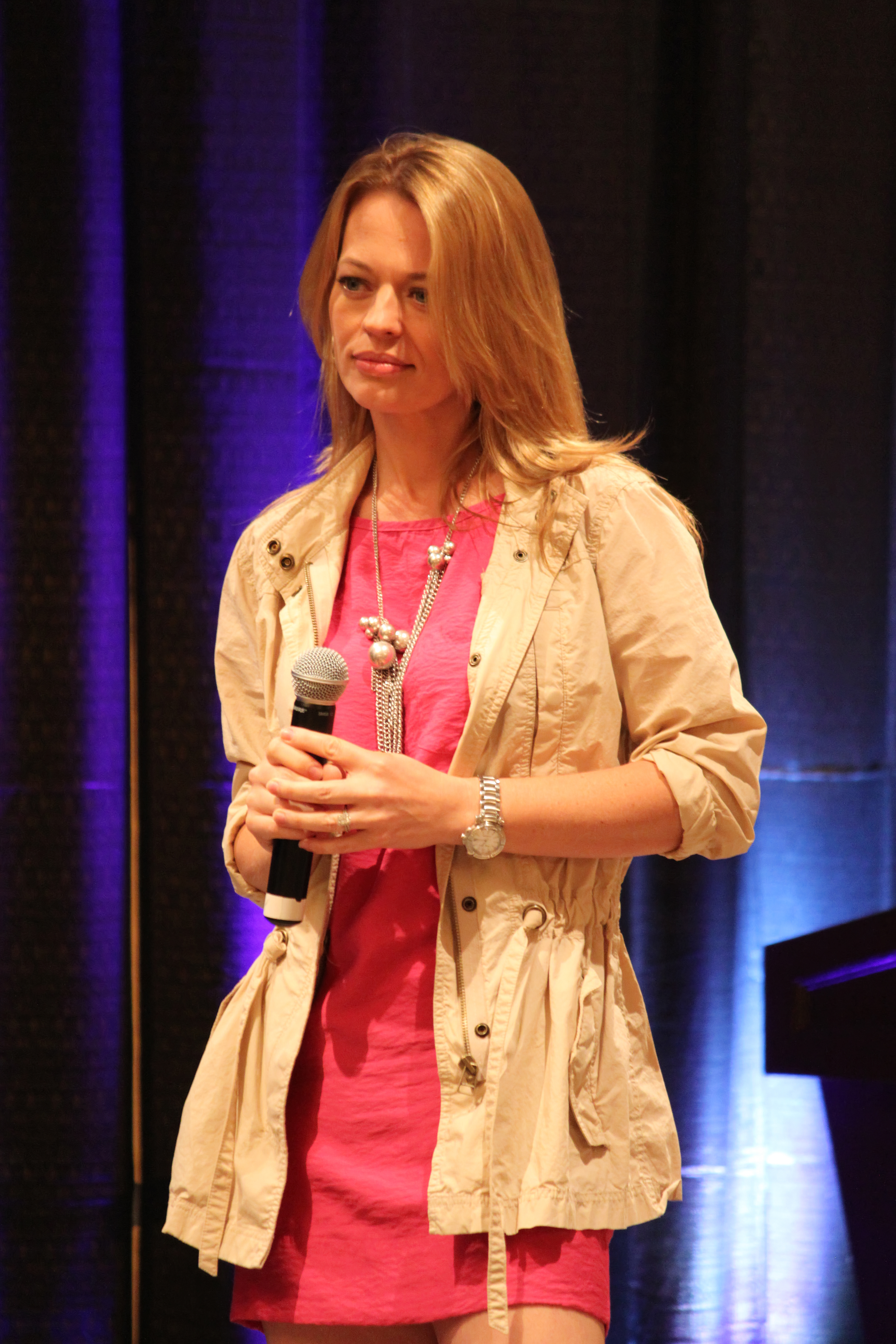
Jeri Ryan en la Creation Star Trek Convention de 2010 en el Hotel Hilton Hotel en Parsippany, Nueva Jersey.

Tras regresar de la universidad, decidió emprender su carrera de actriz en Los Ángeles. Obtuvo su primer papel en la serie Who's the Boss? y luego hizo apariciones especiales en series como Melrose Place, Matlock y The Sentinel, al igual que en telefilms como Co-Ed Call Girl.
Su primer éxito se produjo cuando obtuvo un papel regular como la investigadora de fenómenos extraterrestres Juliet Stuart en la serie televisiva Dark Skies. El programa fue cancelado tras una temporada, pero obtuvo la atención de los interesados en la ciencia ficción.
En 1997 fue seleccionada para actuar en su rol más conocido al momento, dando vida al personaje de Siete de Nueve, una borg separada del colectivo en la serie Star Trek: Voyager. Tras la finalización de Voyager, en 2001, Ryan se unió al equipo de Boston Public, en el papel de Ronnie Cooke, una abogada frustrada que se retira de la práctica legal para convertirse en profesora de secundaria. David E. Kelley, el productor de la serie escribió el papel específicamente para ella. El programa finalizó en 2004.
Posteriormente Ryan apareció en películas como Down With Love, y la independiente Men Cry Bullets con críticas muy favorables. Jeri obtuvo su primer papel protagonista en el film de 2002 The Last Man, donde aparecía como la última mujer de la Tierra.
Jeri Ryan también ha tenido apariciones frecuentes como invitada. En 2004 participó en el episodio 19 de la segunda temporada de Two and a Half Men, también realizó el papel de Charlotte Morgan en The O.C. durante el otoño de 2005 y luego en la serie de David E. Kelley Boston Legal durante 2006. Ryan protagonizó el drama legal de la CBS Shark, asumiendo el rol de la fiscal de distrito de Los Ángeles Jessica Devlin, opuesta al protagonista masculino James Woods, pero su papel no fue reasumido tras la huelga de escritores de la WGA. CBS canceló la emisión de la serie. En Mortal Kombat: Legacy interpreta a Sonya Blade; y fue una de las protagonistas principales en la serie Leverage sustituyendo a Sophie Deveraux. En 2015 en la serie Bosch, en la segunda temporada tiene un papel relevante.
Retomó su papel más conocido de 7 de 9 en la serie Star Trek Picard del 2020 al 2023, fue una de los pocos personajes ajenos a la serie Star Trek La Nueva Generación que se incorporó a la trama donde tomo un papel relevante en sus 3 temporadas.Hay proyectos de una nueva serie de la franquicia de Star Trek "Legacy" donde serguiria en su papel de 7 de 9 como la capitana de la nueva USS Enterprise-G